# 基督教音乐
基督教音乐，又称圣乐、圣歌、讚美詩、圣詩、詩歌，是基督教宗教仪式上演唱和演奏的音乐，内容主要是表达基督徒对上帝的感情，同时也传达上帝给众生的启示。
中世纪欧洲，基督教教会音乐以“圣咏”为主，这是一种单声调，没有固定节拍，但是有一套固定格式的的宗教歌曲，有亚美尼亚圣咏、格里高利圣咏等。启蒙时期以后，宗教音乐向世俗化发展，表现手段逐步丰富起来。有弥撒曲、受难曲、神剧、清唱劇、众赞歌等。并出现了一些对世俗艺术音乐发展具有深远影响的宗教音乐作曲家，例如约翰·塞巴斯蒂安·巴赫。
20世纪也出现了将基督教内容融入流行音乐的当代基督教音乐。不过这种形式还存在不少争议。
基督教在近代傳入中國後，陸續有華人音樂家認同基督信仰，逐漸蓬勃發展出具備特色的華人基督教音樂、詩歌輕音樂，除了在日常聚會演出外也會參與在民間宣傳、藝術表演或季節性表演外，各地亦有公開舉辦詩歌創作比賽及頒獎禮。